# لون الكراميل

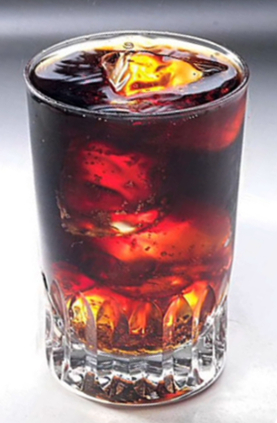
تستحوذ مشروبات مش الكولا على 3/4 من الطلب على لون الكراميل.

لون الكراميل هو لون طعام قابل للذوبان في الماء. يُصنع اللون عن طريق المعالجة الحرارية للكربوهيدرات، وعامة في وجود أحماض أو قلويات أو أملاح. وتُسمى هذه العملية التكرمل (أو الكرملة). ولون الكراميل متأكسد على نحو أكبر بكثير من حلوى الكراميل، كما يتميز برائحة السكر المحترق ومذاق لاذع. وتتنوع ألوانه ما بين الأصفر الباهت، والأصفر المتوهج، والبني الداكن.

## التصنيف
لون